# Къща на Зосас
Къщата на Зосас (на гръцки: Οικία Ζωσά) е археологически обект, жилищен дом, разположен в античния македонски град Дион, Гърция.
Къщата е разположена непосредствено до южната стена на града, от която я отделятесен път, до Къщата на Леда на изток. Носи името си от открития в нея надпис ΤΩ ΕΥΤΥΧΙ ΖΩΣΑ (На щастливия Зосас) в картуш на подова мозайка. Повечето от стаите в къщата имат мозаечни подове, украсени с геометрични мотиви и панели с птици. В голямата зала има странна конструкция от три ракли, облицовани с мрамор. В югоизточната стая има ниша с пиедестал за култова статуя.
- Мозайки от къщата
- Мозайката с надписа ΤΩ ΕΥΤΥΧΙ ΖΩΣΑ
- Мозайка с птица